# Richard Schiller

Richard Schiller

Richard Schiller (* 6. Februar 1874 in Berlin; † 16. Juni 1941 in Göttingen) war ein deutscher Politiker (SPD).

## Leben und Wirken
In seiner Jugend besuchte Schiller die Volksschule in Berlin. Anschließend arbeitete er zunächst als Bildhauer. Später wurde er an der Kunstgewerbeschule in Berlin und München ausgebildet. Seit 1908 war Schiller Journalist. Bis zum Ersten Weltkrieg schrieb er für sozialdemokratische Zeitungen in Köln, Breslau, Waldenburg in Schlesien und Hamburg und insbesondere für die Volkswacht in Göttingen. Hinzu kamen Studien zu volkswirtschaftlichen, literarischen und kunstgeschichtlichen Themen.
Nach dem Krieg war Schiller erneut in der Presse tätig. Als sozialdemokratischer Redakteur wurde er zu einer elfmonatigen Gefängnisstrafe wegen Beleidigung verurteilt. Im selben Jahr tat Schiller sich durch seine Warnungen vor den völkischen Verbänden und seine Forderung nach einer „aktiven republikanischen Politik zum Schutz der Republik“ hervor.
Mit der Wahl vom Dezember 1924 zog Schiller erstmals in den Reichstag der Weimarer Republik ein, in dem er drei Legislaturperioden lang, bis zum Juli 1932, und erneut vom November 1932 bis zum März 1933, den Wahlkreis 16 (Südhannover-Braunschweig) vertrat. Nach 1933 zog Schiller sich ins Privatleben zurück. Er starb 1941.

## Schriften
- Sozialdemokratie und Sozialisierung, Hamburg 1919.
- Die Meuchelmörder des alten und des neuen Reichs, Göttingen s. a. [1920].